# سوزی بمبا
سوزی بمبا (فرانسوی: Suzy Bemba‎؛ ‏فرانسوی: [syzi bɛmba]؛ ‏ زادهٔ ۲۲ ژوئن ۲۰۰۰) بازیگر اهل فرانسه است. وی از سال ۲۰۲۰ میلادی تاکنون مشغول فعالیت بوده است و در کنار بازیگری مشغول تحصیل در رشتهٔ پزشکی است.
از فیلم‌ها یا برنامه‌های تلویزیونی که وی در آنها نقش داشته است می‌توان به بیچارگان و بازگشت به خانه اشاره کرد.